# فییسا لیلسا
فییسا لیلسا (انگلیسی: Feyisa Lilesa؛ زادهٔ ۱ فوریهٔ ۱۹۹۰) یک دونده ماراتن اهل اتیوپی است. وی در مسابقات کشوری و بین‌المللی در مجموع برندهٔ ۱ مدال نقره ۱ مدال برنز شده‌است.